# Cal·límac (artista)
Cal·límac (en llatí Callimacus, en grec antic Καλλίμαχος) fou un artista grec a qui s'atribueix l'invent de la columna coríntia, segons diu Vitruvi.
Si Escopes de Paros va construir el temple d'Atena a Tegea (Arcàdia), amb columnes corínties el 396 aC, Cal·límac hauria d'haver viscut abans d'aquesta època, probablement al segle v. Pausànias diu que va perfeccionar un sistema per donar bells acabats al marbre (τοὺς λίθους τρῶτος ἐτρύπησε). Amb aquesta tècnica i altres invents seus va tenir una gran reputació, tot i que no era considerat un artista de primer ordre.
Elaborava les seves obre amb gran perfecció, buscant que els detalls presentessin una forma molt acabada, cosa que feia que perdessin grandesa. Dionís d'Halicarnàs el compara amb l'orador Lísies (τῆς λεπτότητος ἕνεκα καὶ τῆς χάριτος «a causa de les seves obres finament elaborades i la seva elegància»). Segons Pausànias va rebre l'epítet de κακιζότεχνος, («mai satisfet del seu art»), cosa que confirma Plini el Vell, que a més diu que una obra seva, unes Ballarines de Lacònia, resultava massa artificial, ja que l'elaboració de l'obra havia destruït tota la seva bellesa i resultava massa artificial.
Pausànias descriu una làmpada d'or feta per ell que es trobava a l'Erectèon dedicada a Atena, que si s'omplia d'oli durava encesa tot un any sencer. Un pintor de nom Cal·límac que cita Plini se l'ha identificat amb aquest escultor.